# Ruth Baza
Pour les articles homonymes, voir Baza.
Ruth Baza (Madrid, 29 février 1972) est une écrivaine et photographe espagnole. Elle a été journaliste, correspondante et chroniqueuse. Encadrée par la Génération X par sa contribution à la littérature espagnole des années 1990 et du début du XXIe siècle, elle partage avec des auteurs comme Gabriela Bustelo, Roger Wolfe ou Nicolás Casariego un style littéraire imprégné d'esthétique rock, de culture audiovisuelle et commerciale, fondamentalement anglo-saxonne, de pessimisme et d'angoisses existentielles, au service d'un discours à la fois lyrique, critique et direct.

## Parcours

### Éléments biographiques
Ruth Baza naît à Madrid le 29 février 1972. Ses parents se séparent alors qu'elle est très jeune et, en raison du travail de son père, elle passe une bonne partie de son enfance en dehors de l'Espagne.

« En raison de ces circonstances de séparation, Ruth a voyagé d'un endroit à l'autre comme un oiseau migrateur. Elle a vécu avec ses grands-parents et sa mère pendant de longues périodes. Son grand-père juif était son ami et son complice, son professeur. Et soudain, elle se retrouve avec son père, qui a eu une vie si différente dans des pays si différents. Son grand-père l'initie à la musique et à la littérature. Elle s'est plongée dans les études, la danse. En Europe, elle a une vie d'enfant heureuse, mais dans un monde d'adultes. »

En 1990, elle s'inscrit à l'université de New York pour étudier les médias, la culture et la communication, tout en alternant avec son travail de correspondante pour le magazine Interfilms et le quotidien El Mundo. Finalement, après un semestre, elle abandonne ses études pour se consacrer pleinement à son travail, en s'installant dans cette ville puis à Madrid jusqu'en 1997. En 1998, elle part pour Tokyo, où elle continue d'écrire pour divers médias et entame une carrière littéraire et artistique.
En 1999, elle reconnaît publiquement qu'elle a souffert d'anorexie et de dépression chronique depuis l'âge de 11 ans,,.

### Activités

#### En tant que journaliste
Correspondante et journaliste indépendante depuis l'âge de 17 ans, elle effectue la majeure partie de sa carrière aux États-Unis. Elle a écrit pour divers médias tels que Cosmopolitan, GQ, The Guardian, Interviú, Cambio 16, El Semanal, El Correo, Cinemanía, Zero ou Primera Línea. Elle se spécialise dans le genre de l'interview, auquel elle apporte une forme littéraire, éloignée des conventions, plus proche de la conversation écrite que des simples questions et réponses, notamment dans les suppléments dominicaux et culturels du journal El Mundo — Magazine, La Sphère, Metrópoli, 7 Jours, Chronique et La Revue — entre 1990 et 1998. Ses rencontres les plus marquantes sont Anjelica Huston, Iggy Pop, Isabella Rossellini, Kathy Bates, Slash ou K.d. lang, entre autres.
Entre 1994 et 2003, elle obtient des succès remarqués, comme ses interviews de l'insaisissable acteur français Gérard Depardieu pour Cinemanía ou de l'excentrique Dennis Rodman pour l'édition espagnole de GQ dans le numéro d'avril-mai de 1997. À cette occasion, le magazine publie la couverture controversée de l'ancien joueur de la NBA posant avec la mannequin et actrice Rebecca Romijn, censurée aux États-Unis tant pour son contenu érotique que pour sa composante raciale. Elle a également interviewé l'irrévérencieux animateur de radio Howard Stern en 1997 pour le supplément dominical El Semanal; ou Ivanka Trump, dont l'interview fut la première et la seule de la jeune femme pour un média européen, et publié dans la même revue. À cette époque, Trump n'avait que 15 ans, et fait la couverture ainsi que le sujet d'une longue pose de mode, parce qu'elle a combiné ses études avec son travail de mannequin pour l'agence Elite. Le report fut publié le 21 septembre 1997 sous le titre « Ivanka Trump o cómo triunfar a los 15 años » (« Ivanka Trump ou comment réussir à 15 ans »). Ruth Baza écrit de manière prophétique à la fin de l'article : « Il ne manque rien à Ivanka Trump pour devenir la nouvelle princesse de l'Amérique. Ni le physique, ni la personnalité, ni l'argent. ».
Dans le quotidien El Correo, ainsi que dans la colonne d'opinion du supplément hebdomadaire Evasión, elle publie ses entretiens avec Yoko Ono et Candida Royalle.
Tout au long de sa carrière, elle écrit sur les rapports sociaux (analyse de la montée du fascisme chez les jeunes au cours des deux dernières décennies ; progressisme, traumatismes et exigences des femmes au XXIe siècle, ou le queer power,), ainsi que sur des sujets liés à la contre-culture, à la société américaine, à l'art et à l'architecture du XXe siècle.
Elle anime les émissions En el Calor de la Noche (« Dans la chaleur de la nuit ») sur Radio Minuto et Caliente y Frío (« Chaud et froid ») sur Onda Cero en 1999 et 2000. Entre 1999 et 2002, elle collabore chaque semaine à l'émission matinale Día a la vista sur Ràdio 4 (RNE), présentée par Jordi González, avec une section consacrée au monde de la culture.

#### En tant qu'écrivaine
En 1999, elle débute avec La vida intermitente (La Vie intermitente), un livre documentaire qui s'écarte de la narration conventionnelle, mélange d'interview et de road movie. Le roman met en lumière l'esthétique la plus morbide et la plus perverse du rock et du cinéma et constitue, de l'avis des critiques, un portrait parfait de l'esprit ou de l'absence d'esprit d'une génération consumériste, nihiliste et capricieuse qui marchant au bord de l'abîme et essayant de remplir son propre vide avec plus de vide encore. Juan Gómez-Jurado, de ABC, place le livre aux côtés des œuvres les plus radicales de l'époque, American Psycho de Bret Easton Ellis, El último fín de la creación et Casa de hiel de Tim Willocks, Juventud caníbal, antología del horror extremo (divers auteurs), Estokolmo de Gustavo Escanlar et Paciente de Ben Watt.
La Vie intermittente est adaptée au théâtre par Pedro Pením, acteur, metteur en scène et dramaturge portugais, membre fondateur de la compagnie Teatro Praga. La pièce reçoit le Premio Teatro Amador de Lisbonne en 2000 en tant que meilleure pièce de l'année.
Toujours dans la collection Reservoir Books, son récit La vida falsita figure au sein de l'anthologie After hours : a sample of "cult fiction" (« Après les heures de travail : un échantillon de "fiction culte" »). Ce recueil rassemble un groupe d'auteurs qui, selon Javier Calvo dans l'introduction, « ne suivent pas le courant dominant mais ont emprunté des voies indépendantes, en restant fidèles à eux-mêmes,. »
Peu après, elle publie La dolce vita, la biographie non autorisée du Alessandro Lecquio (es), parce qu'il a essayé de s'approprier l'œuvre alors que le droit d'auteur appartenait à l'écrivaine,un essai biographique controversé et hétérodoxe pour son style de prose poétique et de journalisme d'investigation issu d'entretiens avec Lecquio lui-même, et préfacé par l'écrivain Leopoldo Alas Minguez (es). Lecquio tente de saisir le livre et poursuit l'éditeur et l'autrice pour de « prétendus » dommages moraux, entre autres parce que l'autrice révèle et condamne à plusieurs reprises les mauvais traitements qu'il a infligés à plusieurs femmes, qu'il a minimisés et dont il s'est même vanté. Un juge d'instruction s'est prononcé de manière concluante contre Lecquio et a classé la denonce en 2004 à la suite de l'arrêt de la Cour suprême de Madrid, qu'il avait invoqué après avoir fait appel devant le tribunal supérieur de justice de Madrid et avoir perdu l'affaire une nouvelle fois.
En 2000, elle recourt à nouveau aux interviews et aux essais biographiques dans La primera vez: una producción d'Elías Querejeta (« La première fois : une production »), en structurant une interview après l'autre pour partager avec le lecteur ses conversations intimes, tant avec le producteur qu'avec bon nombre de réalisateurs qui ont travaillé avec lui.
La même année, la maison d'édition Manuscritos publie son recueil de poèmes Laponia, l'une des premières œuvres créées uniquement pour Internet. En novembre, elle cosigne une lettre avec Fernando Arrabal, Fernando Maestre, Daniel Múgica Díaz, Antonio Dyaz (es), Joaquín Albaicín, Andrés Sorel, Isabel Vaquerizo et Fernando Claudín, rejetant l'affirmation d'Arturo Pérez-Reverte selon laquelle le dernier épisode de Capitaine Alatriste est le premier roman espagnol publié en ligne.

#### En tant que photographe
Photographe autodidacte, elle commence à photographier professionnellement en 1990 pour de nombreux médias pour lesquels elle écrit, de sorte que les images font partie de ses articles et interviews. Elle réalise des portraits profonds et expressifs de personnalités du monde entier, montrant leur côté le plus humain, attrayant et même vulnérable pour El Mundo, Primera Línea, Downtown, Popular1, El Gran Musical ou El Correo.
Mais c'est son travail de photographe de la scène musicale punk et grunge qui se démarque le plus dans sa carrière. Elle photographie des groupes et des artistes tels que Blur, Adam Ant, Sex Pistols, Willy DeVille, Paul McCartney, Lemmy, Nirvana, Tori Amos, Björk et Hundertwasser.
De juillet à septembre 2023, elle participe à l'exposition collective « From Her To Eternity: The Women Who Photograph Music » créée et organisée par Courtney Love au Wabash Arts Corridor de Chicago aux côtés des meilleures femmes photographes du monde qui se consacrent à la musique, parmi lesquelles on retrouve Linda McCartney, Laura Levine, Sheila Rock, Katarina Benzova et Naomi Petersen,,.
En septembre 2023, elle présente « Art in the Sky », à la Mercedes-Benz Fashion Week Madrid, une exposition d'images inédites des grandes icônes musicales des années 1990 comme Adam Ant, Babes in Toyland, Kurt Cobain, John Lydon ou Milla Jovovich.

## Affaire Depardieu
Le 19 décembre 2023, en pleine affaire Depardieu, la journaliste annonce avoir été violée le 12 octobre 1995 par Gérard Depardieu. Elle porte plainte contre lui le 14 décembre à Malaga. Elle explique avoir occulté cet acte, jusqu'aux dernières révélations qui ont agi sur elle et ont provoqué « un déclic intérieur » ce qui l'a amenée à découvrir, dans son journal personnel de 1995, la description de l'attaque. En relisant ses notes, elle dit qu'elle s'est souvenue de cet événement traumatisant que sa mémoire avait effacé.
Elle était alors âgée de 23 ans, souffrait d'anorexie,. et venait d'interviewer l'acteur à Paris dans les locaux de l’ancienne société de production Roissy Films, pour la revue Cinemanía.
Javier Angulo (es), le directeur de Cinemanía à l'époque, déclare à l'agence EFE que Baza lui a dit à son retour de Paris que l'interview avait été « très désagréable » et que l'acteur lui avait même jeté un casque de moto à la tête. « Elle était traumatisée », mais n'avait pas révélé ce qui s'était passé à la fin de l'entretien.
Sa plainte est la troisième d'une série de six déposées par trois comédiennes, unne décorateur et unne assistant réalisateur pour des allégations d'abus sexuels et de viol. Le parquet de Paris enquête également sur les causes du suicide, début décembre 2023, de l'actrice Emmanuelle Debever, 60 ans, qui affirmait avoir été agressée sexuellement en 1982 par Depardieu.
Après Baza, trois autres femmes ont dénoncé l'acteur et il a été arrêté en avril 2024. Il fait face à deux chefs d'accusation d'agressions sexuelles qui se seraient produites en septembre 2021 contre deux femmes sur le tournage du film Les Volets Verts. Le procès devait commencer le 28 octobre 2024, mais a été reporté à mars 2025 en raison de la mauvaise santé présumée de l'acteur.
Ruth Baza a tenté de se suicider un jour avant l'ajournement du procès en raison du grave état d'anxiété et de douleur qu'elle ressent depuis qu'elle a recouvré le souvenir des faits.
En août 2024 le parquet de Paris a demandé un nouveau procès contre l'acteur français pour le viol présumé de l'actrice Charlotte Arnould en 2018.

## Reconnaissance
La Coalition pour les femmes dans le journalisme (CFWIJ) et Women Press Freedom ont fait part de leur solidarité avec elle et souligné que son courage en dénonçant un viol qui aurait eu lieu il y a près de 30 ans est non seulement louable mais également essentiel dans la lutte contre les violences sexuelles et la culture du silence dans les médias et les industries du divertissement.
La CFWIJ estime que la décision de déposer une plainte pénale, malgré le temps écoulé et les obstacles juridiques, est une étape importante sur la voie de la justice, non seulement pour elle-même mais pour toutes les survivantes d'agression sexuelle qui se sentent impuissantes face à des personnalités influentes. L’expérience de Baza constitue un récit familier et donc troublant pour de nombreuses femmes travaillant dans le journalisme, une profession où les déséquilibres de pouvoir sont souvent exploités et conduisent à des faits de harcèlement et d’agressions sexuelles. Son histoire est particulièrement poignante car elle met en lumière les défis auxquels sont confrontées les femmes qui osent dénoncer des personnalités célèbres.

## Œuvres

### Roman
- 1999 : La vida intermitente[45]

### Biographies et Essais
- 1999 : La dolce vita. Biografía no autorizada de Alessandro Lecquio (es). Prólogo de Leopoldo Alas Mínguez (es)
- 2000 : La primera vez: una producción de Elías Querejeta
- 2002 : El imperio de los sentidos, Edición Especial de la revista Cáñamo

### Contributions dans des œuvres collectives ou avec d'autres auteurs
- 1993 : Beatlemanía. Un año de rock`93 (Opinión)[46]
- 1999 : La luna falsita. After Hours: una muestra de `cult fiction` (Histoire)
- 2001 : Vaginometría. Evophat: The carrot, 59 visions.. (Histoire)
- 2002 : Rewind. VANIDAD, The Skin I Lived. (Histoire)[47]
- 2002 : La cocina kosher psicoactiva. Apología de la marihuana. (Histoire et recettes de cuisine Kosher)
- 2021 : Tori Amos. "Masturbarse es como crear música". Popular 1 Archivos. Vol.1 (Interview et séance de photos exclusives à Kinsale, Irlande 1995)
- 2024 : El último té con Richey James. Kokotxas. Las mejores joyas del periodismo musical español. Anthologie compilée par Bruno Galindo. (Interview à Londres 1994)

### Récits
- 1996 : Pavana para el difunto Ravel, Downtown Magazine
- 1996 : Los niños del domingo, Downtown Magazine
- 1999 : Aurora, una historia impresionista de prostitución en tres lonchas Vanidad[47]
- 2000 : Kousurata, Vanidad[47]

### Poésie
- 2000 : In2 Japan
- 2000 : Laponia
- 2000 : Santa Águeda/ H2O Fiftyeasy

### Catalogues
Ruth Baza collabore à la rédaction de textes dans des catalogues de différents artistes. Elle travaille aussi avec le peintre valencien Antonio de Felipe, et a écrit entre autres, le poème "Petit, Norit,Yoplait y otras Meninas del montón" dans son catalogue/livre Antonio de Felipe, avec Laura Revuelta, pour l'exposition à la Fundación Bilbao Bizkaia Kutxa, Bilbao en 1996.

### Installations et contributions artistiques
En 2000, elle participe au projet international On the Road pour la marque Levi Strauss & Co. avec quatre autres créateurs espagnols, afin de rendre hommage à la Beat Generation à travers l'utilisation de mots et la personnalisation du légendaire 501 XX First Blue Jean issu des catalogues de la marque. En octobre de la même année, elle participe également à l'exposition « Design Expressions by Lucky Strike », dans le cadre de la deuxième édition des expositions d'art itinérantes de Circuit, à Barcelone.
En 2007, elle expose une chambre victorienne avec des antiquités et des taxidermies anthropomorphiques lors de la 7e édition du FEM, Festival Edición Madrid de Jóvenes Creadores.